# Sujtás
A sujtás ruhadíszítésre használt, lapos, 2-6 mm szélességű zsinór, amelyet fonatolással állítanak elő. Eredetileg két különálló, párhuzamos fonalkötegből állt; ezek között látható volt a választóvonal. A 17. században jelent meg a magyar viseletben. Igazán népszerű a rokokó korszakában volt, amikor előszeretettel díszítettek sujtással mentéket és nadrágokat. A szó egyes idegen nyelvekben is elterjedt[forrás?] (pl. a francia nyelvben a soutache szó.)
A Pallas nagy lexikona szerint „lapos zsinórzat, mellyel a magyar dolmányt, mentét, nadrágot kicifrázzák. Átvitt értelemben a. m. cikornya.”